# Maxfield Parrish

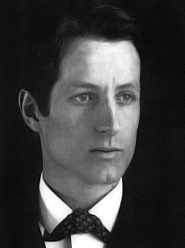
Fotoatelier William Jennings: Maxfield Parrish, um 1905

Maxfield Parrish (eigentlich Frederick Parrish; * 25. Juli 1870 in Philadelphia, Pennsylvania; † 30. März 1966 in Cornish, New Hampshire) war ein US-amerikanischer Maler und Illustrator.

## Leben
Parrish war ein Sohn des Radierers Stephen Parrish. Sein Vorname leitet sich von dem Nachnamen seiner Großmutter mütterlicherseits ab, die Maxfield hieß. Anfangs verwendete er diesen Zusatz als Mittelnamen, also „Frederick Maxfield Parrish“, ehe er schließlich ganz auf „Frederick“ verzichtete. Parrish besuchte zunächst das Haverford College in Pennsylvania und studierte anschließend von 1891 bis 1894 Kunst an der Pennsylvania Academy of the Fine Arts sowie im Jahr 1895 am Drexel Institute of Art in Philadelphia. Er war Schüler von Howard Pyle. 1905 wurde er in die American Academy of Arts and Letters aufgenommen. 1906 wurde Parrish in New York zum Mitglied (NA) der National Academy of Design gewählt. Er schuf Wandgemälde und zahlreiche Plakate, Titelseiten für Zeitschriften wie Life oder The Ladies’ Home Journal (Die Hausfrau, Monatsschrift für die Frauenwelt Amerikas) sowie Buch- und Werbeillustrationen, beispielsweise für die Zigarettenmarke Chesterfield. In den 1920er Jahren zählte er zu den bestbezahlten Werbekünstlern in den Vereinigten Staaten. Seit den 1930er Jahren nahmen seine Bekanntheit und die Nachfrage nach seinen Werken ab.

## Werke (Auswahl)
Illustrationen
- Kenneth Grahame: The Golden age. Illus. by Maxfield Parrish. J. Lane, London 1900 (archive.org).
- Titelblatt für die Zeitschrift Life[8]